# Zard Kuh
De Zard Kuh (in het Perzisch: زردكوه بختياري ) is een berg in het Zagrosgebergte.
Zard Kuh betekent letterlijk 'de gele berg' en ligt in Khuzestan in Iran. Het gebergte loopt van noord naar zuid en is verdeeld in vele kleinere bergketens (van 10 tot 250 km in lengte). De leeftijd en gebergtevorming van het Zagrosgebergte komt overeen met die van de Alpen.